# Billy Bakker (hockeyer)
Billy Pierre Bakker (Amsterdam, 23 november 1988) is een voormalig Nederlands tophockeyer; hij was een aanvallende middenvelder. 
Bakker speelde veertien jaar in het eerste team van de Amsterdamsche Hockey & Bandy Club en speelde daar ruim 350 wedstrijden waarvan circa 100 goals. Daarnaast was hij aanvoerder en kwam 236 keer uit voor het Nederlands elftal waarin hij maar liefst 65 keer scoorde. In 2012 won hij met het Nederlands elftal zilver op de Olympische Zomerspelen in Londen. Hij nam ook deel aan de Olympische Spelen van 2016 en 2020. Daarnaast won hij drie keer goud tijdens de Europees kampioenschappen, laatstelijk in 2021. Tijdens de Wereld kampioenschappen won Bakker twee keer zilver en eenmaal brons. Bakker was sinds 2012 aanvoerder van het Amsterdams hockeyteam en speelt al sinds zijn jeugd voor de Amsterdamse club. Hij werd bekend om zijn backhand, creërend vermogen en overzicht. 
Sander Baart · 
Billy Bakker · 
Marcel Balkestein · 
Floris Evers · 
Rogier Hofman · 
Robert van der Horst · 
Tim Jenniskens · 
Wouter Jolie · 
Robbert Kemperman · 
Teun de Nooijer · 
Jaap Stockmann · 
Valentin Verga · 
Klaas Vermeulen · 
Bob de Voogd · 
Mink van der Weerden · 
Roderick Weusthof · 
Sander de Wijn ·
Coach: Paul van Ass
Seve van Ass · 
Sander Baart · 
Billy Bakker · 
Jorrit Croon · 
Jeroen Hertzberger · 
Rogier Hofman · 
Robert van der Horst ·  
Robbert Kemperman · 
Mirco Pruyser · 
Glenn Schuurman · 
Jaap Stockmann · 
Hidde Turkstra · 
Valentin Verga · 
Bob de Voogd · 
Mink van der Weerden · 
Sander de Wijn ·
Coach: Max Caldas
Seve van Ass · 
Billy Bakker · 
Lars Balk · 
Pirmin Blaak · 
Thierry Brinkman · 
Jorrit Croon · 
Thijs van Dam · 
Jonas de Geus · 
Jeroen Hertzberger · 
Jip Janssen · 
Robbert Kemperman · 
Joep de Mol · 
Mirco Pruyser ·  
Glenn Schuurman · 
Mink van der Weerden · 
Sander de Wijn · 
Coach: Max Caldas